# Kyrkoby, Eckerö

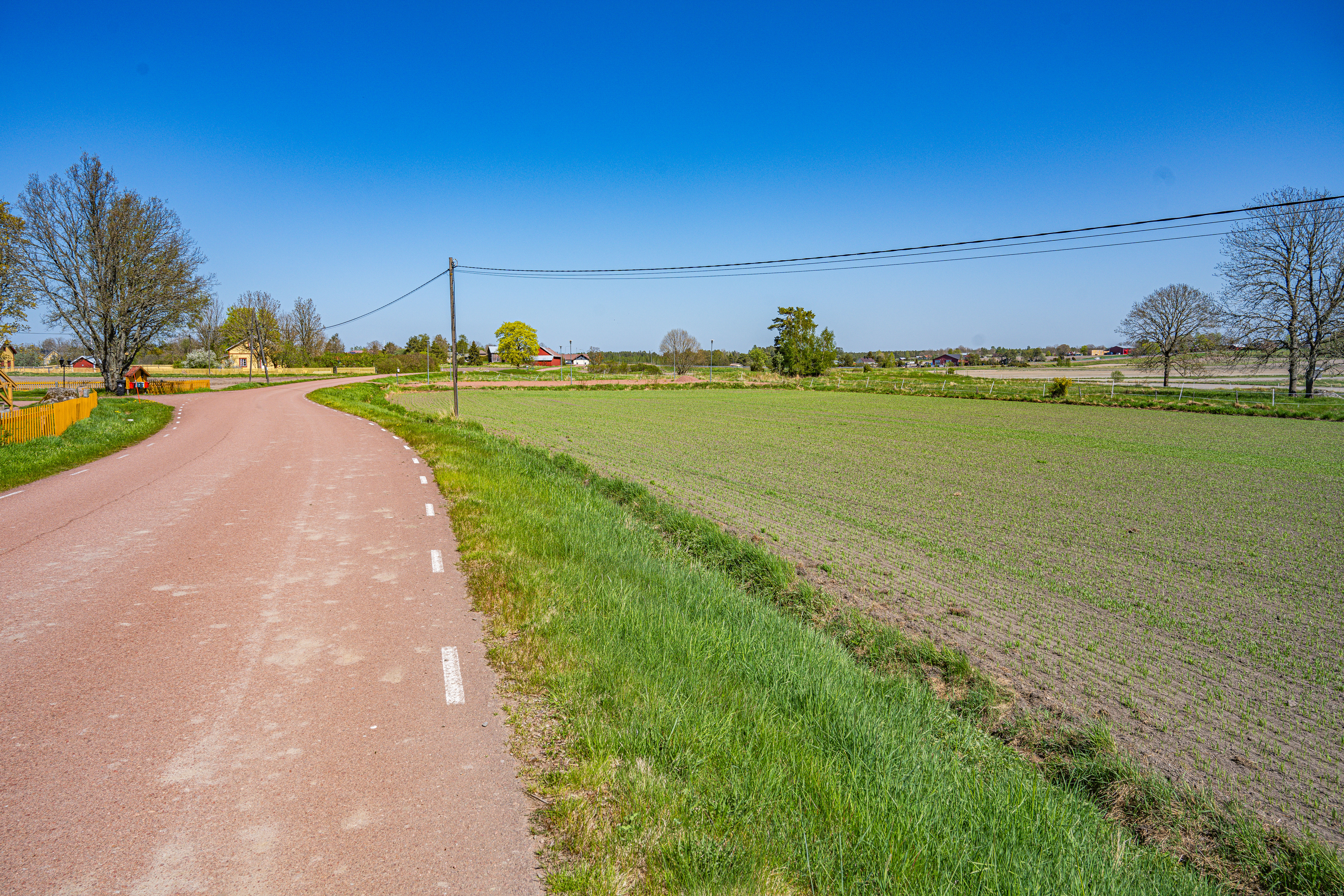
Kyrkoby, Eckerö, Åland. Vy norrut från kyrkan. 19 maj 2024.

Kyrkoby är en by i Eckerö kommun och Eckerö-Hammarlands församling (tidigare Eckerö församling) på Åland. Den hade 143 invånare år 2023. I byn ingår bydelen Böle, som historiskt utgjorde två hemman (Kyrkoby nr 1 och Kyrkoby nr 2)..
I byn ligger Eckerö kyrka och prästgård, vilket förklarar byns namn. Kyrkan uppfördes i slutet av 1200-talet och är helgad åt Sankt Lars. Byn nämns första gången den 16 januari 1432 i samband med en markaffär (vj markakøp jord j kirkioby, liggiandis j ækrø sokn). I dokumentet omtalas pelle i kirkioby, den första till namnet kända invånaren.
I Kyrkoby finns golfanläggningen Eckerö Golf, startad 1995, och upplevelseparken Smart Park, öppnad 2015.

## Befolkningsutveckling
| Befolkningsutvecklingen i Kyrkoby 2000–2020 | Befolkningsutvecklingen i Kyrkoby 2000–2020 | Befolkningsutvecklingen i Kyrkoby 2000–2020 | Befolkningsutvecklingen i Kyrkoby 2000–2020 | Befolkningsutvecklingen i Kyrkoby 2000–2020 |
| ------------------------------------------- | ------------------------------------------- | ------------------------------------------- | ------------------------------------------- | ------------------------------------------- |
|                                             |                                             |                                             |                                             |                                             |
| År                                          |                                             |                                             | Folkmängd                                   |                                             |
| 2000                                        | 2000                                        |                                             | 133                                         |                                             |
| 2005                                        | 2005                                        |                                             | 136                                         |                                             |
| 2010                                        | 2010                                        |                                             | 129                                         |                                             |
| 2015                                        | 2015                                        |                                             | 129                                         |                                             |
| 2020                                        | 2020                                        |                                             | 137                                         |                                             |